# 안희정 (가수)
안희정(1970년 ~ )은 대한민국의 재즈 가수로, 1989년 데뷔 때부터 재즈 록 음악을 주요 표방했다.

## 방송
- 보이스 트롯 (2020) - Top55
- 아이콘택트 (2020)

## 음반
- An Hee Jeoung Jazz Vol. 1 Forbidden Love (2007)
- New Temptation (2009)